# Prodasineura haematosoma
Prodasineura haematosoma – gatunek ważki z rodziny pióronogowatych (Platycnemididae). Endemit zachodniej części Borneo.